# Ostrowce (skorupiaki)
Ostrowce (Acrothoracica) – nadrząd lub rząd skorupiaków z grupy wąsonogów.
Skorupiaki o ciele długości od 0,4 do 20 mm (samce wielokrotnie mniejsze od samic). Segmentacja jest zatarta. Ciało samic dzieli się na dwie tagmy: głowę i tułów, natomiast u samców jest jednolite. Karapaks szczątkowy, jednolity, rzadko z parą płytek wapiennych. Dorosłe zwykle bezokie, natomiast u larw obecne oczy złożone i naupilusowe, to ostatnie może się zachowywać u form dorosłych. Pierwsza para czułków jednogałęzista, zanika u dorosłych samic. Druga para czułków dwugałęzista, obecna tylko u larw. Samice mają dwie pary szczęki i żuwaczki z głaszczkami. Samce tylko zredukowane żuwaczki. Samce beznogie, u samic tylko 3 do 5 par odnóży tułowiowych. Żołądek duży, niekiedy podzielony na część rozcierającą i trawiącą. Samce niektórych gatunków mają długie penisy, czasem dłuższe od ciała.
Jaja i naupilusy przebywają w jamie płaszcza samicy, uwalniane są larwy cyprysowe. Dorosłe metodami mechanicznymi i chemicznymi ryją korytarze w podłożu wapiennym jak skały, szkielety koralowców i muszle mięczaków.
Przypisywane tym skorupiakom skamieniałe korytarze znane są od dewonu.
Newman w 1996 jak i Martin i Davies w 2001 dzieli ostrowce na dwa rzędy: Pygophora i Apygophora. Podział ten został zrewidowany przez Kolbasova, Newmana i Hoega w 2009 roku. Wprowadzono wówczas podział na rzędy: Lithoglyptida i Cryptophialida. Do 2011 opisano 63 gatunki współczesne.